# Nosodendrinae
Nosodendrinae es una subfamilia de coleópteros polífagos de la familia Nosodendridae.

## Géneros
Tiene los siguientes géneros:
- Nosodendron[1]